# لری جانسون (بسکتبال، زاده ۱۹۶۹)
لری جانسون (انگلیسی: Larry Johnson؛ زاده ۱۴ مارس ۱۹۶۹) یک بازیکن بسکتبال اهل ایالات متحده آمریکا است. 